# Versmold
Versmold is een stad en gemeente in de Duitse deelstaat Noordrijn-Westfalen, gelegen in Kreis Gütersloh. De stad telt 21.697 inwoners (31 december 2020) op een oppervlakte van 85,44 km². Naburige steden zijn onder andere Borgholzhausen, Gütersloh en Harsewinkel.

## Delen en bevolkingscijfers van de gemeente

Ligging der stadsdelen van Versmold

| Ortsteil                                                                    | Aantal inwoners |
| --------------------------------------------------------------------------- | --------------- |
| Bockhorst (incl. Siedinghausen en Halstenbeck)                              | 1.678           |
| Hesselteich                                                                 | 00.528          |
| Loxten (incl. Knetterhausen)                                                | 03.095          |
| Oesterweg                                                                   | 02.316          |
| Peckeloh (incl. de Sandort, aan de noordkant, en Buschort, aan de westkant) | 03.311          |
| Versmold                                                                    | 10.897          |
| Totaal:                                                                     | 21.825          |

Bron: Website gemeente. Peildatum: 31 december 2019.
De kernstad Versmold en de 5 bijbehorende stadsdelen, oorspronkelijk zelfstandige gemeentes, werden door een gemeentelijke herindeling in 1973 samengevoegd tot de huidige gemeente.

## Ligging, infrastructuur
Versmold ligt in het uiterste noorden van Noordrijn-Westfalen, op de grens met de deelstaat Nedersaksen. De gemeente wordt nog juist tot  de noordoostelijke rand van het Münsterland gerekend.
De Bundesstraße 476 Warendorf - Sassenberg -Versmold- A33- Borgholzhausen - Teutoburger Woud loopt van zuidwest naar noordoost door de gemeente heen.
De noordelijke buurgemeentes in Nedersaksen zijn toeristen- en kuuroorden aan de zoom van het Teutoburger Woud: Bad Laer, Bad Rothenfelde en Dissen am Teutoburger Wald.
Zeven kilometer ten noordoosten van Versmold bevindt zich afrit 15 van de Autobahn A33 Osnabrück - Bielefeld.
Versmold heeft een station aan de Spoorlijn Lengerich - Gütersloh, die sedert 1977 alleen nog voor goederenvervoer wordt gebruikt, en, incidenteel, voor toeristische ritten met historische stoomtreinen e.d. van de toeristische Teuto-Bahn. Er bestaan plannen, om deze spoorlijn na 2023 voor personenvervoer per trein te heropenen.  Openbaar vervoer in de gemeente Versmold is beperkt tot regelmatige buslijndiensten van Versmold naar Gütersloh, Halle (Westfalen) en Borgholzhausen v.v. (met in alle drie die plaatsen aansluiting op de trein) en enige, slechts enkele malen per dag, en in de weekends geheel niet rijdende,  school- en buurtbussen van en naar andere bestemmingen in de naaste omgeving.

## Economie
De gemeente Versmold heeft een eeuwenoude  traditie van ambachtelijke productie van worst en andere vleeswaren. Deze bestaat tot op heden voort in de vorm van enige middelgrote vleesverwerkende bedrijven (waarvan één op het industrieterrein bij Peckeloh). Daarnaast is in de gemeente een zeer groot transportbedrijf (de firma Nagel) gevestigd, dat per vrachtauto diepgevroren vlees en andere levensmiddelen door geheel Europa vervoert en o.a. te Versmold zelf in koelhuizen opslaat. Ten slotte is ook een grote fabriek van kroonkurken te Versmold vermeldenswaardig.

## Geschiedenis
Versmold en de bijbehorende dorpen zijn in de middeleeuwen rondom oude kerkjes (Bockhorst) of kastelen (Loxten) ontstaan. Het gebied lag vanaf 1277 in het westen van het Graafschap Ravensberg. Een van de drie rode kepers, V-vormige lijnen, uit het grafelijk wapen siert daarom het tegenwoordige gemeentewapen van Versmold.
Ten tijde van de Reformatie in de 16e eeuw waren de graven van Ravensberg tot de leer van Maarten Luther overgegaan, evenals later hun onderdanen. Mede daardoor is het merendeel van de christenen in de gemeente evangelisch-luthers, dit in tegenstelling tot de buurgemeente Sassenberg (destijds gelegen in het Prinsbisdom Münster), waar de meeste gelovigen anno 2019 rooms-katholiek zijn. In 1614 kwam het graafschap Ravensberg, en dus ook Versmold, aan het opkomende Brandenburg-Pruisen en later aan het Koninkrijk Pruisen. Koning Frederik I van Pruisen verleende Versmold in 1719 stadsrechten. De plaats kende van het begin van de 18e eeuw tot rond 1840 een bloeiende textielnijverheid. Men was gespecialiseerd in de productie van linnen en zeildoek. Ook waren de boeren in Versmold en omgeving al bekend, omdat het vlees van hun varkens kwalitatief goed was. Men had voor de opkomst van meer intensieve vormen van veehouderij de gewoonte, de varkens in de nabije bossen los te laten, waar ze zich aan o.a. eikels en beukennootjes te goed deden. Toen in het midden van de 19e eeuw de textielnijverheid als gevolg van de concurrentie van de industrie elders te gronde ging, schakelde men over op het mesten van varkens en de productie van fijne vleeswaren. De tegenwoordige worstmakerijen in de stad gaan alle terug op pas rond 1900 grootschaliger geworden  huisindustrie van worst e.d. op grote boerderijen, waar de boeren zelf de beesten slachtten.
Zoals ook in veel andere Duitse plaatsen  het geval is, vertoont het bevolkingscijfer van de huidige gemeente Versmold in de jaren kort na de Tweede Wereldoorlog een abrupte, sterke stijging. De oorzaak hiervan is de instroom van veel Heimatvertriebene, Duitsers die na de oorlog gedwongen werden, o.a. de bij Polen gevoegde voormalig Duitse gebieden, zoals Silezië en Oost-Pruisen, te verlaten.

## Bezienswaardigheden
- Natuurschoon: 
  - Om het Teutoburger Woud te bereiken, behoeft men vanuit Versmold niet verder dan circa 15 kilometer noordwaarts te reizen.
  - Ten zuidwesten van Peckeloh, in een fraai, bosrijk gebied, liggen drie meertjes, die gedeeltelijk als recreatieplassen in gebruik zijn. Rondom deze meertjes staan enige vakantiehuisjesparken en campings.
  - Elders in de gemeente stroomt de beek Hessel (die ten westen van Warendorf in de Eems uitmondt) door een fraai dal. Hier komen nog veel exemplaren voor van de wilde kievitsbloem (Fritillaria meleagris).
  - In 1843 legden de tuinlieden van de textielmagnaat Conrad Wilhelm Delius, die o.a. door de export van zeildoek naar Nederland rijk was geworden, in een beek te Versmold een kunstmatig eilandje aan, met daarop een park bij zijn villa. In 1901 kocht de gemeente dit 7 hectare grote terrein aan als stadspark. Er staan verscheidene fraaie, oude bomen.
  - Ook elders in de gemeente liggen nog enige kleine natuurgebieden, voornamelijk wetlands en bossen.
- Monumentale kerkgebouwen (tenzij anders vermeld, evangelisch-luthers):
  - De Sint-Pieterskerk te Versmold werd in 1683 gebouwd op de ruïnes van een eerdere, afgebrande, kerk op deze locatie. Enkele fragmenten van deze 13e-eeuwse kerk zijn in het bestaande gebouw verwerkt.
  - De dorpskerk van Bockhorst dateert van de 13e eeuw, en is in 1893 ingrijpend verbouwd, en in 1979 gerestaureerd.  Naast deze kerk staat een rijtje  schilderachtige vakwerkhuizen.
- In het plaatselijke streekmuseum wordt o.a. aandacht besteed aan de ontwikkeling van de vleeswarenfabricage. Het bevindt zich in een voormalige boerderij aan de Speckstraße, ten noorden van het centrum.

## Belangrijke personen in relatie tot de gemeente
- Gottfried Möllenstedt (* 14 september 1912 in het Kantorhaus (kerkelijk bureau) te Versmold; † 11 september 1997 in Tübingen), natuurkundige, professor in deze tak van wetenschap aan de universiteit van Tübingen, en van 1966 tot 1968 rector van deze universiteit. Möllenstedt was gespecialiseerd in onderzoek naar eigenschappen van elektronen, o.a. bij interferentie, en geldt als een van de grootste geleerden in de Duitse geschiedenis op dit gebied.

## Partnergemeentes
Er bestaan jumelages met:
- Dobczyce, Polen
- Tui, Spanje.

## Galerij

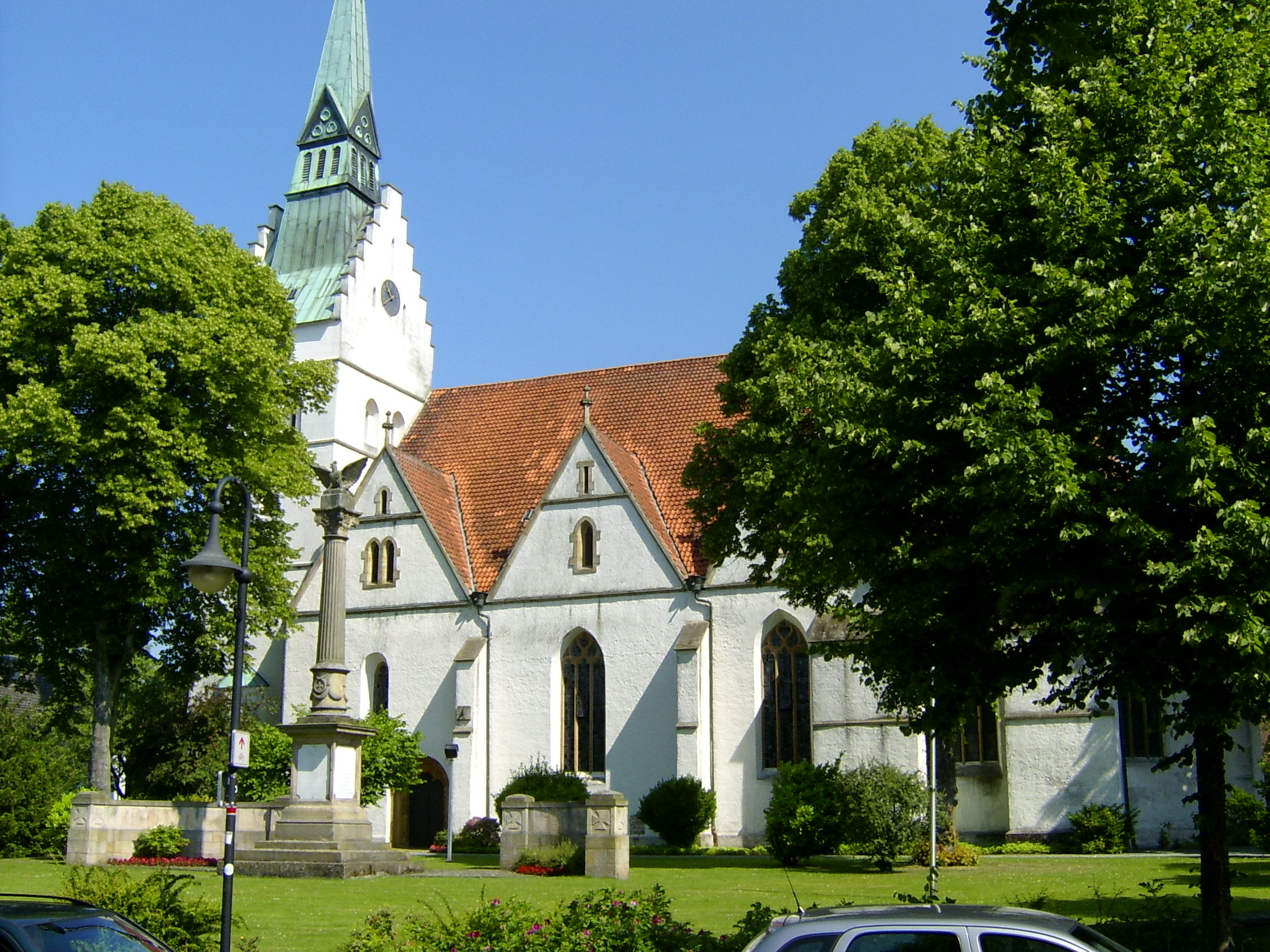
Evang.-lutherse Sint-Pieterskerk (1683)
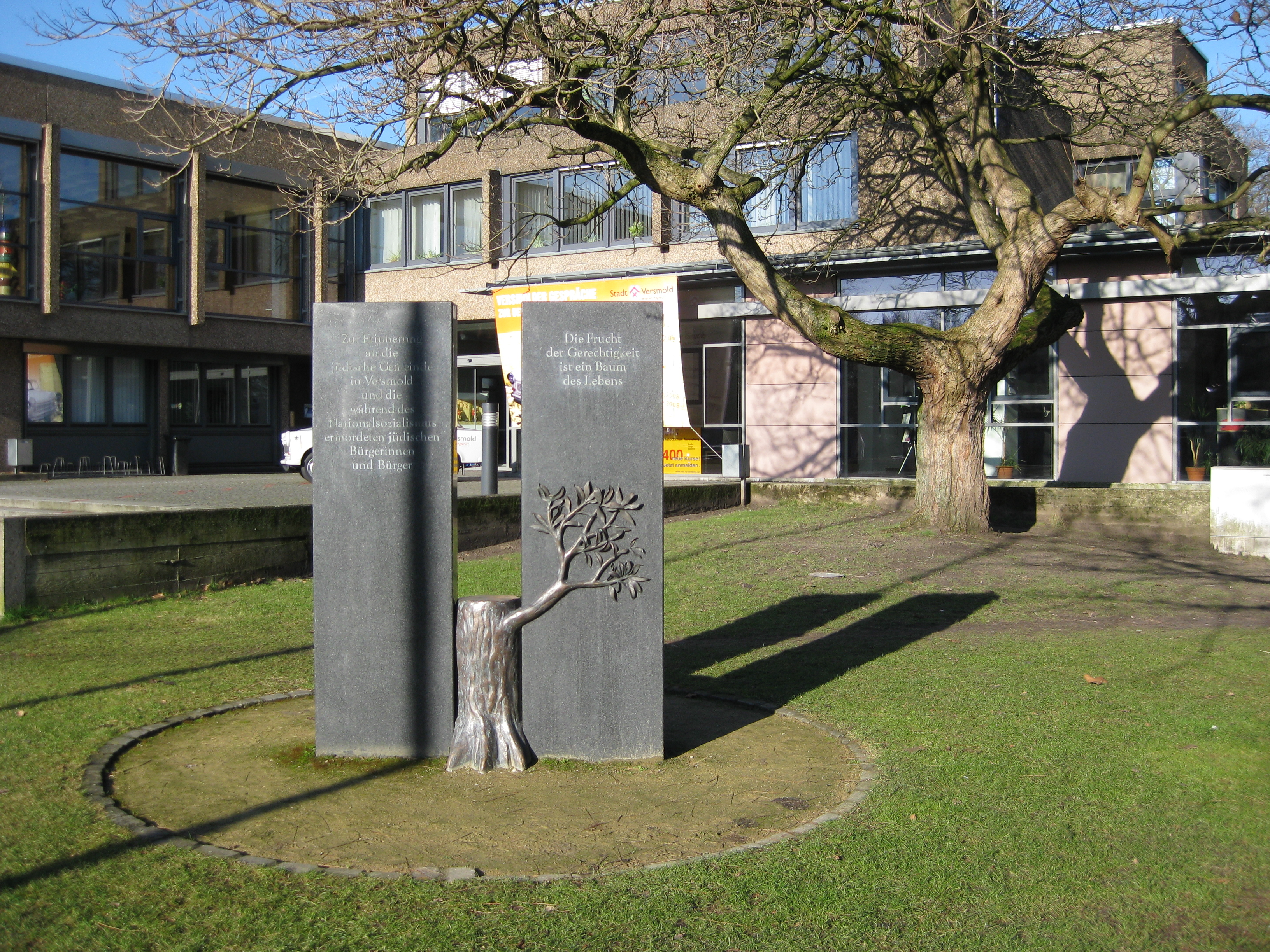
Holocaust - monument
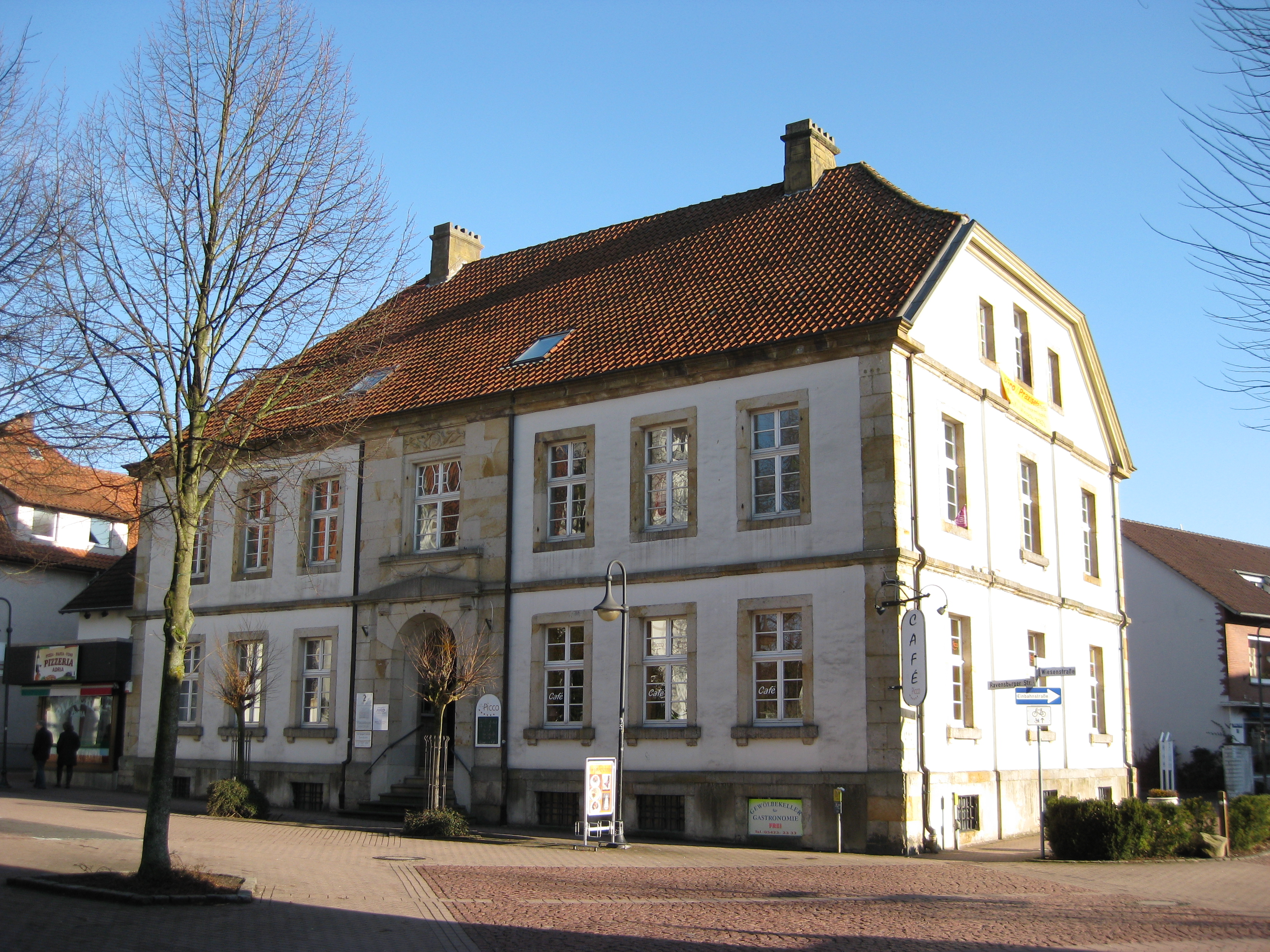
Mairie[4], 1805
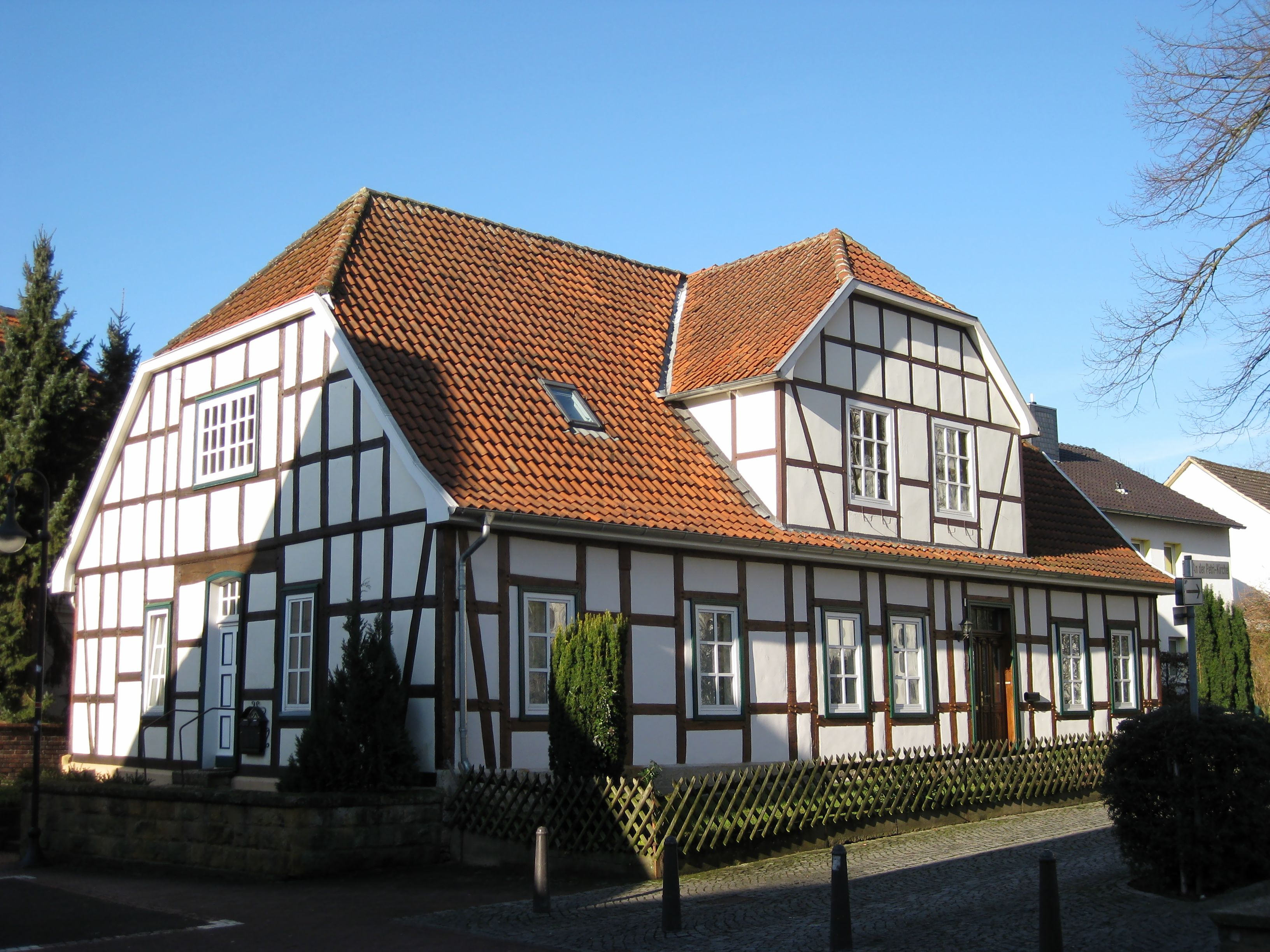
Kerkelijk bureau van de Sint-Pieterskerk (1808)
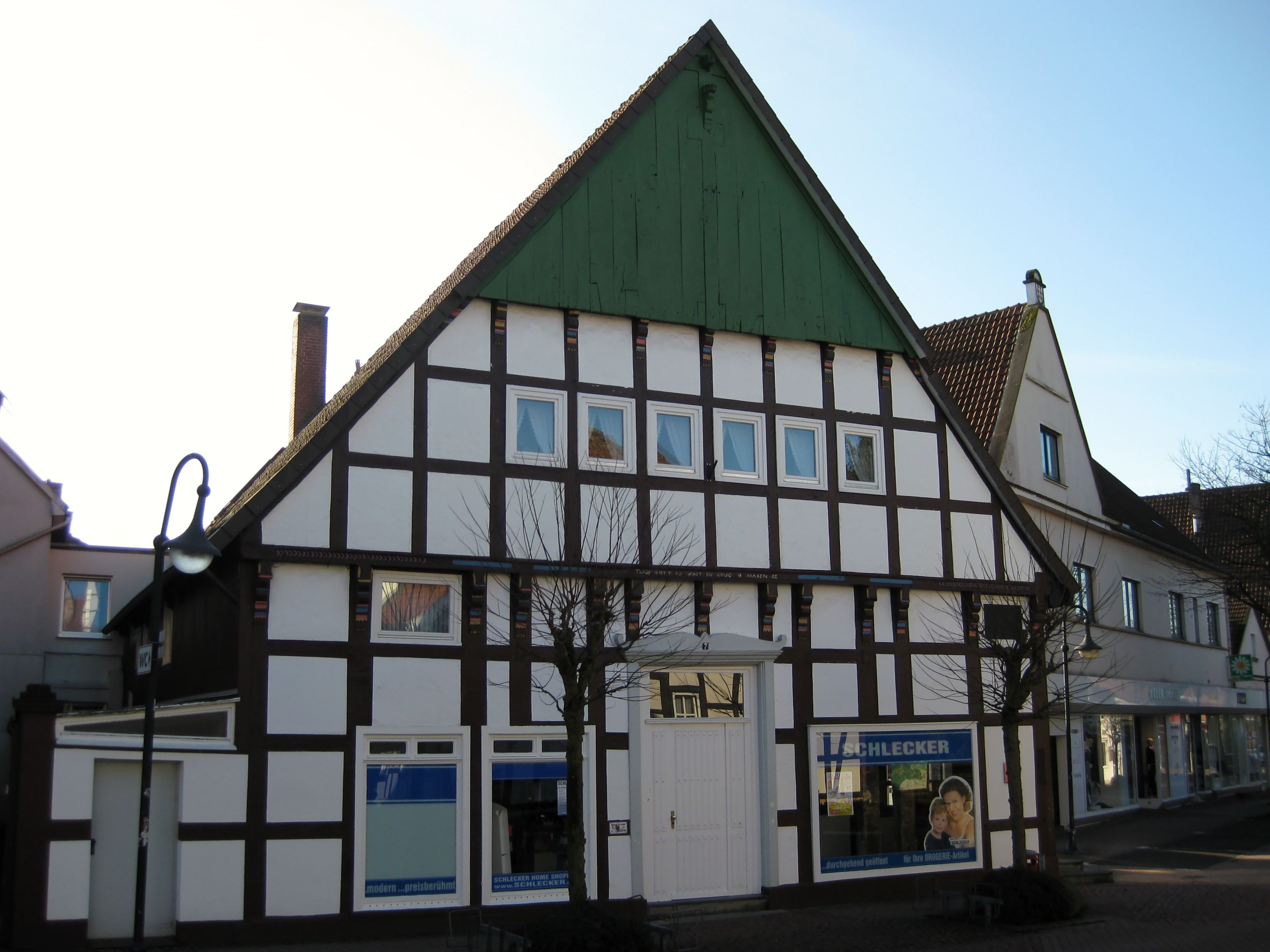
Vakwerkpand Münsterstraße 7
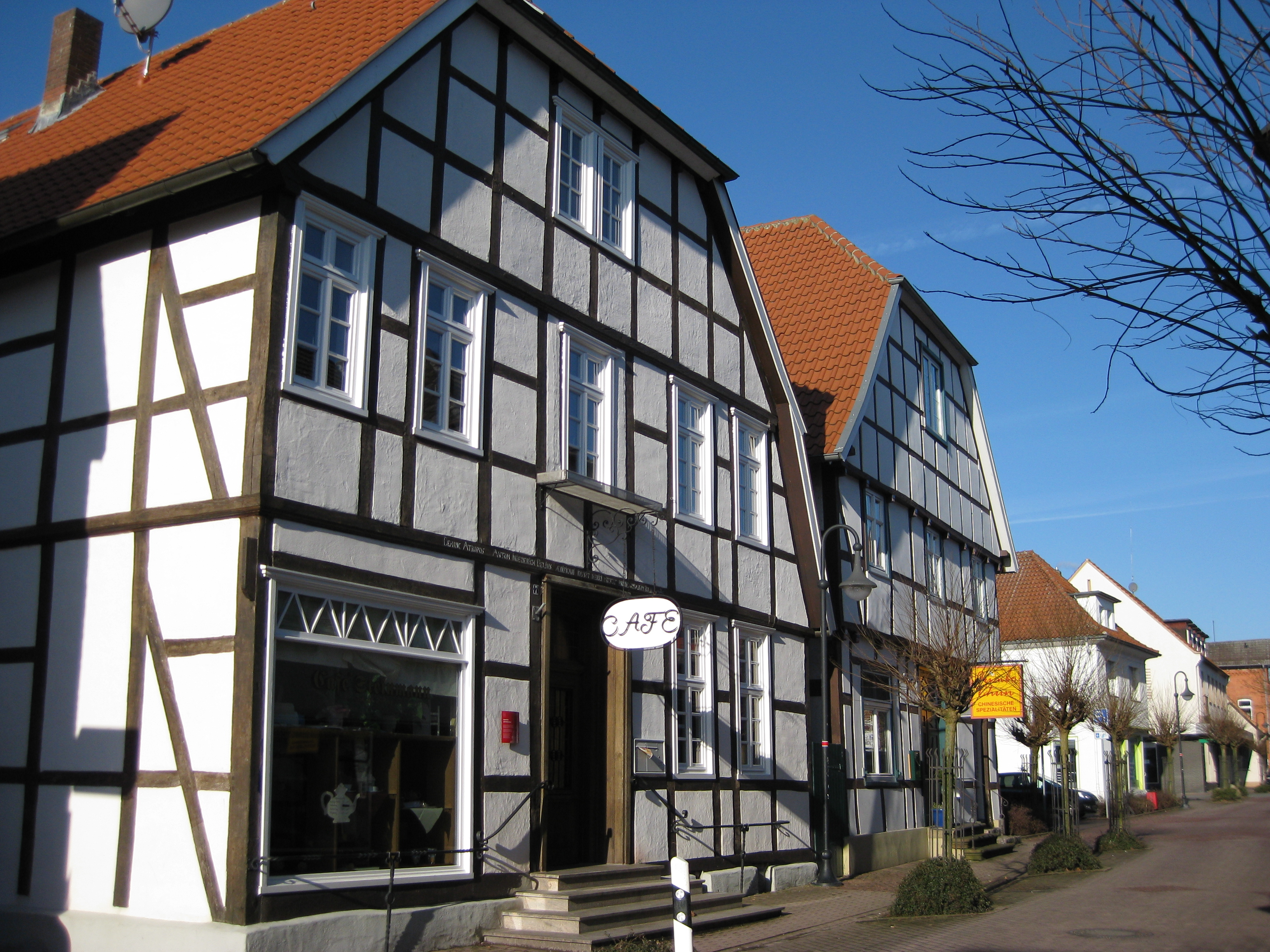
Vakwerkpand Ravensberger Straße 7-9
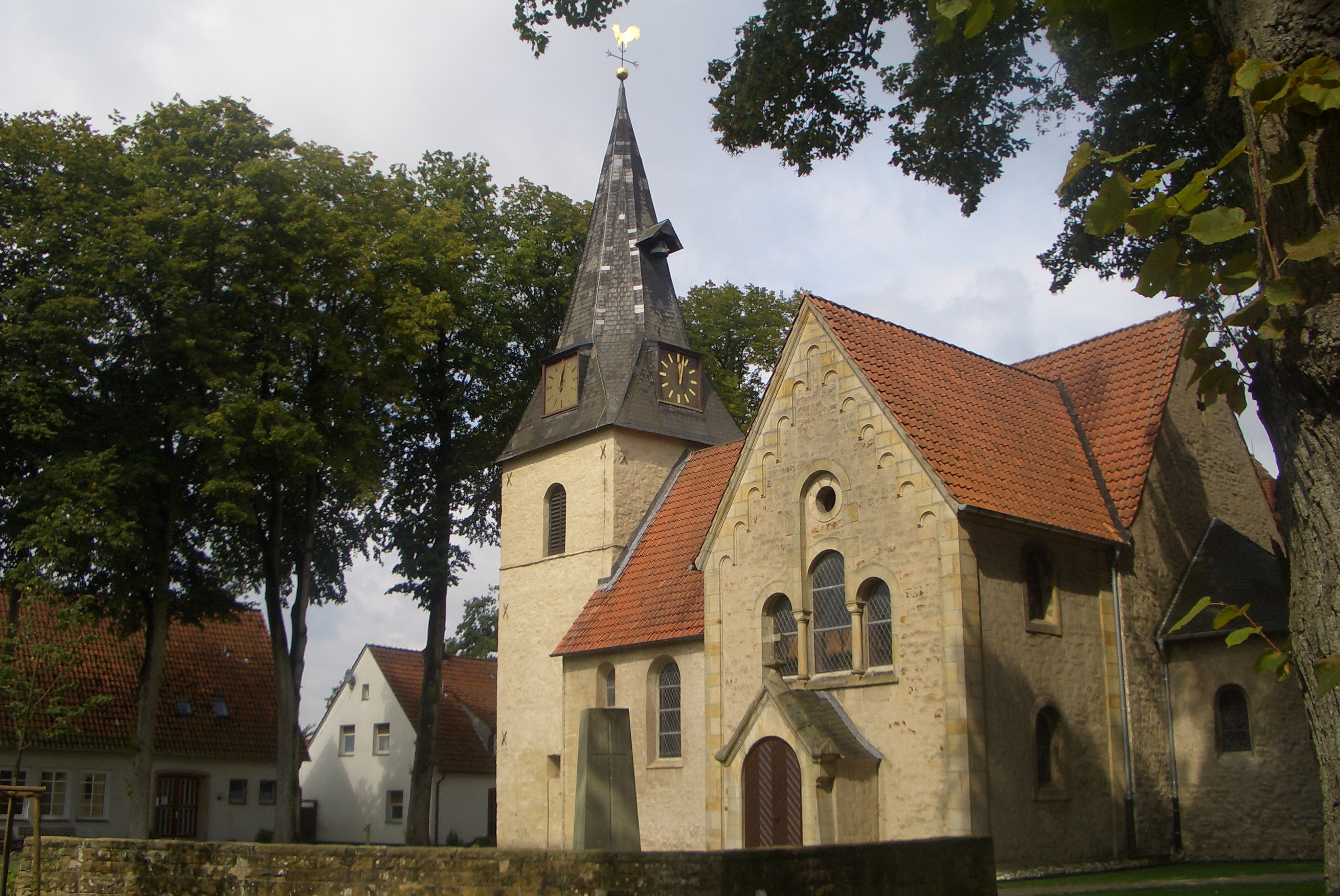
Evang.-lutherse dorpskerk, Bockhorst
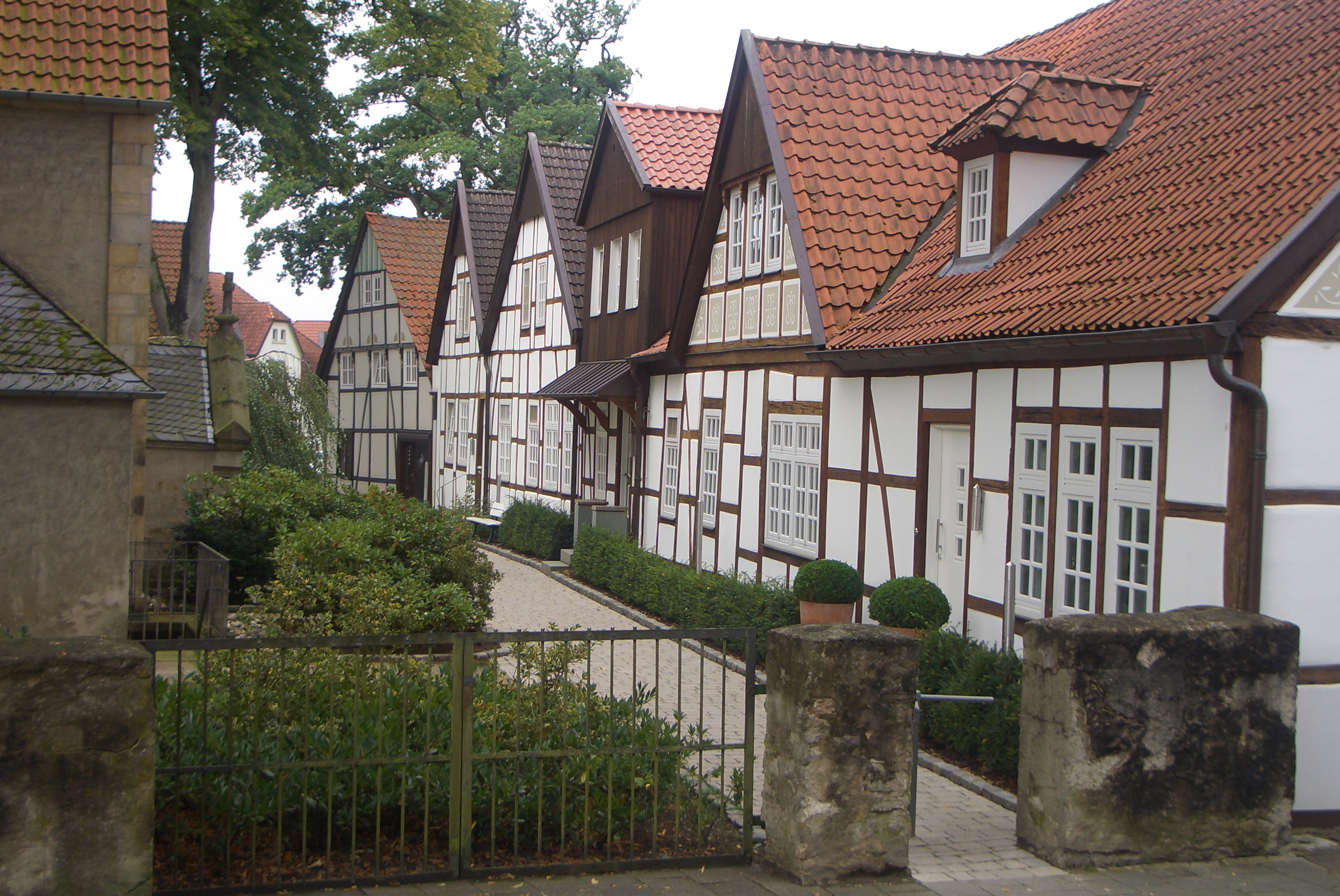
Rijtje huizen naast deze kerk
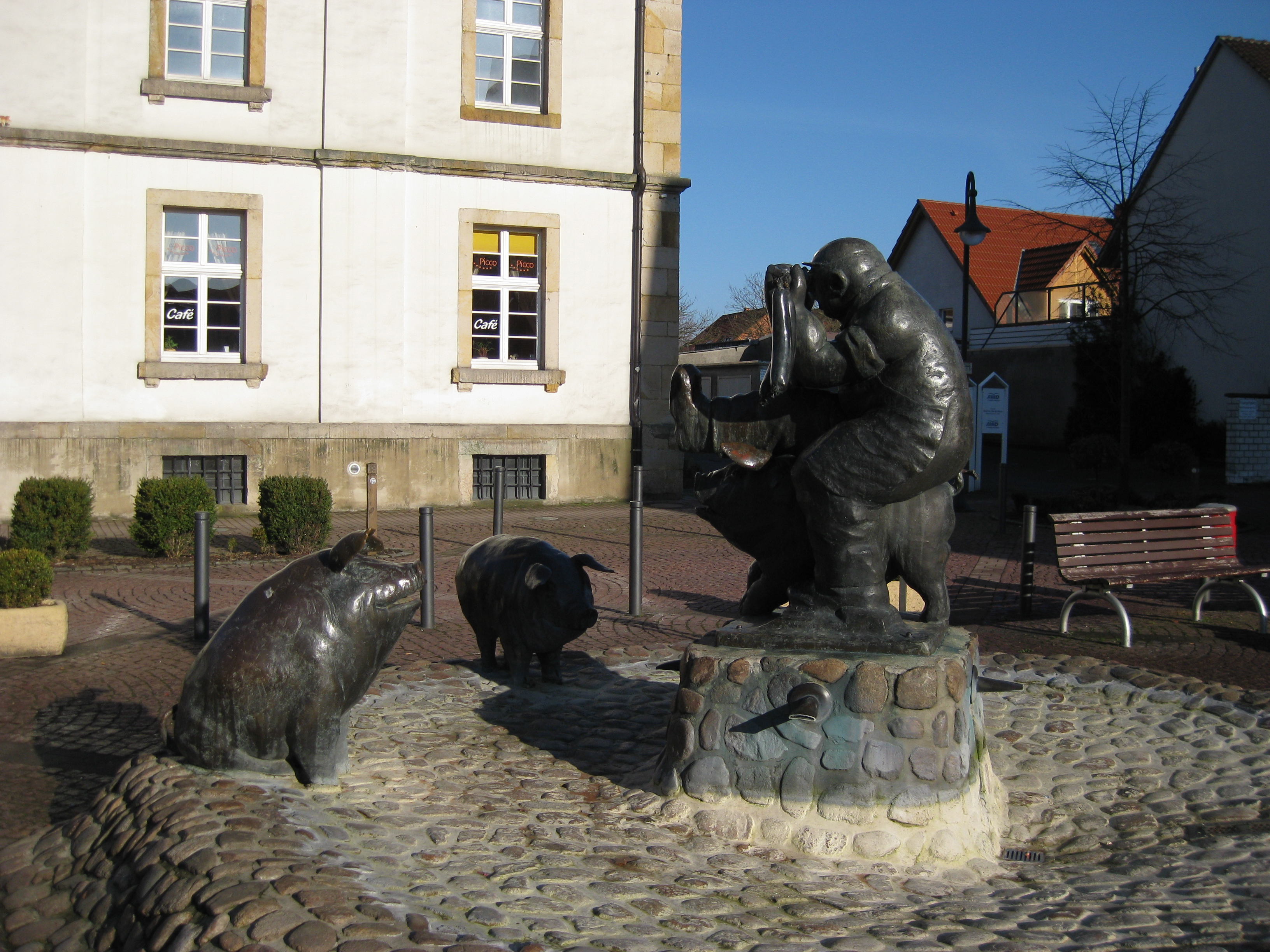
Varkensfontein
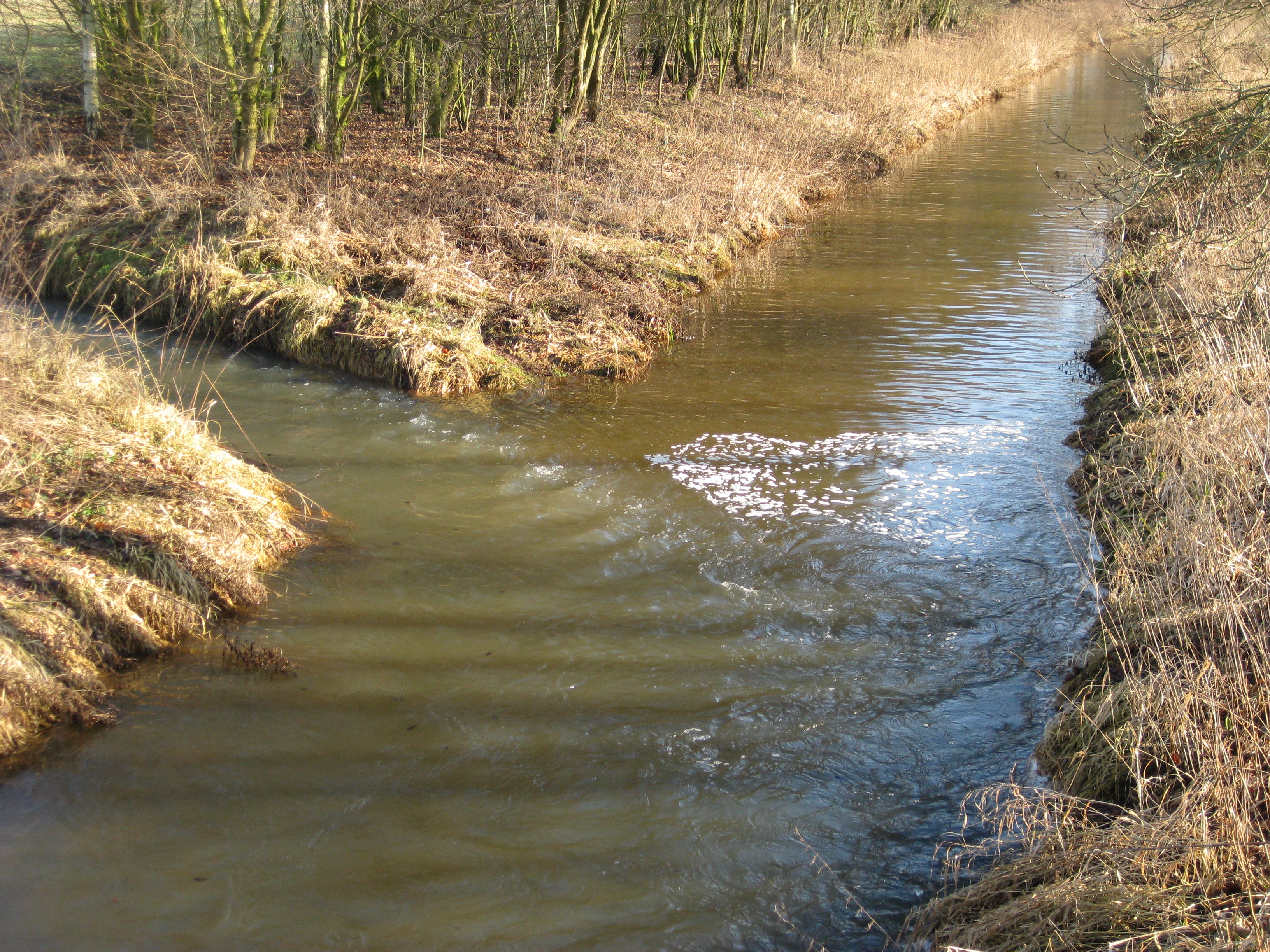
Samenvloeiing Neue Hessel en Alte Hessel

Borgholzhausen · Gütersloh · Halle · Harsewinkel · Herzebrock-Clarholz · Langenberg · Rheda-Wiedenbrück · Rietberg · Schloß Holte-Stukenbrock · Steinhagen · Verl · Versmold · Werther